# 多布扎乡
多布扎乡（藏語：རྡོ་བྲག་），是中华人民共和国西藏自治区日喀则市定结县下辖的一个乡镇级行政单位。

## 行政区划
多布扎乡下辖以下地区：
聂孜村、扎林村、多布扎村、洛巴村、扎西孜村和那仁村。